# André Boisclair
André Boisclair (Montréal, 14 aprile 1966) è un politico canadese, leader del Parti Québécois dal 2005 al 2007.

## Biografia
André Boisclair è nato a Montréal il 14 aprile 1966. È membro del Parti Québécois dal 1984. La sua carriera politica inizia da presidente della Federazione delle associazioni liceali del Quebec (Fédération des associations étudiantes collégiales du Québec, FECQ). Successivamente è fondatore e presidente di Engagé, un gruppo di consulenti per la creazione di micro-imprese e presidente del Comitato nazionale dei giovani del Parti Québécois. Dopo avere ottenuto il diploma di maturità presso il liceo Jean-de-Brebeuf si iscrive alla facoltà di Scienze economiche dell'Università di Montréal senza conseguire la laurea. Nell'anno accademico 2004/2005 sospende l'attività politica per conseguire un Master in Public Administration presso la John F. Kennedy School of Government dell'Università Harvard, negli Stati Uniti.

## Attività politica
Nel 1989 è eletto per la prima volta deputato all'Assemblea nazionale del Québec nella circoscrizione di Gouin, a Montréal. Nel 1995 è nominato ministro delle Relazioni con il cittadino e all'Immigrazione nel governo di Lucien Bouchard diventando il più giovane ministro della storia del Quebec. In seguito gli sarà assegnato il portafoglio della Solidarietà sociale.
Durante il governo di Bernard Landry, André Boisclair svolge le funzioni di ministro dell'Ambiente seguendo i negoziati sul Protocollo di Kyōto e dotando la provincia di una politica delle acque. Boisclair si distingue come convinto sostenitore dello sviluppo sostenibile e duplica la superficie delle aree protette in Quebec. A partire dal 2002 ricopre inoltre le funzioni di ministro per gli Affari municipali e per la Metropoli e di leader parlamentare del Governo.
Rieletto deputato nel 2003, è nominato leader parlamentare dell'opposizione in seguito alla sconfitta elettorale del Parti Québécois. Il 17 agosto 2004 rassegna le dimissioni da tutte le cariche politiche per motivi di studio.
Il 17 giugno 2005, consegue un Master in Public Administration a Harvard e annuncia la propria candidatura alla direzione del Parti Québécois in seguito alle dimissioni di Bernard Landry. Il 15 novembre 2005 i membri del partito lo eleggono leader con una maggioranza assoluta di 53,68% dei voti contro i 30,6% della sua principale rivale, Pauline Marois.
Se in futuro Boisclair dovesse divenire primo ministro del Québec, André Boisclair sarebbe il primo uomo politico dichiaratamente gay ad essere stato eletto capo di un governo nel Nord America. L'ex governatore del New Jersey, Jim McGreevey è infatti gay, ma ha fatto coming out solo successivamente alla sua elezione.
La vittoria di Boisclair lo rende anche il primo politico apertamente gay in Canada ad essere diventato leader di un partito con rappresentanti eletti (Chris Lea del Partito Verde del Canada ed Allison Brewer del Nuovo Partito Democratico del Nuovo Brunswick, due precedenti capi di partiti canadesi dichiaratamente omosessuali, guidavano infatti partiti molto meno influenti).

### Elezione 2007
Il 21 febbraio 2007 il governo liberale di Jean Charest decide di sciogliere l'assemblea provinciale e di chiamare una nuova elezione per giorno 26 marzo. La campagna elettorale vede Boisclair sostenere fortemente l'idea di un Québec indipendente dichiarando la sua intenzione di sostenere un terzo referendum sull'autodeterminazione della provincia francofona, dopo i due tenutisi nel 1980 e 1995, entrambi terminati con una sconfitta del movimento indipendentista. L'elezione tuttavia termina con un risultato a sorpresa: mentre i liberali si confermano primo partito, sebbene ora privi di maggioranza all'assemblea provinciale, il PQ ottiene il suo peggior risultato dal 1973 e viene scavalcato anche dall'Azione Democratica del Québec di Mario Dumont, perdendo così lo status di opposizione ufficiale. Tale deludente risultato si è ben presto rivelato fonte di pressioni dall'interno del PQ per rimuovere Boisclair dalla guida dal partito, unitariamente a dichiarazioni di disponibilità a guidare il partito da parte del leader del Blocco del Québec Gilles Duceppe. Boisclair, nel maggio 2007, ha quindi annunciato l'intenzione di rimettere l'incarico, dopo aver attaccato Duceppe ritenendolo dietro il movimento che con maggiore forza ne ha chiesto le dimissioni.

## Controversia
Durante la corsa per la leadership del Parti Québécois André Boisclair ammette di avere consumato cocaina durante il suo mandato di ministro. In seguito alla dichiarazione Boisclair annuncia di non ritirarsi dalla corsa e chiede ai media di voltare pagina.